# Black Earth (album)
Black Earth este primul album al trupei suedeze Arch Enemy, care a fost lansat în 1996 la casa de discuri Wrong Again Records. A obținut succese moderate în Japonia și Suedia, iar single-ul "Bury Me an Angel" a fost difuzat de MTV.
Albumul a fost înregistrat în componența Michael Amott (chitară), Johan Liiva (voce, chitară bas),
Christopher Amott (chitară) și Daniel Erlandsson (baterie). Cu toate acestea, pe coperta albumului este menționat Johan Liiva în dreptul partiturii de chitară bas.
Site-ul Sputnikmusic i-a acordat albumului nota 4,5/5, cu calificativul "Superb".

## Lista pieselor de pe album
1. "Bury Me an Angel" – 3:40
2. "Dark Insanity" – 3:16
3. "Eureka" – 4:44
4. "Idolatress" – 4:56
5. "Cosmic Retribution" – 4:00
6. "Demoniality" – 1:19
7. "Transmigration Macabre" – 4:09
8. "Time Capsule" – 1:09
9. "Fields of Desolation" – 5:31
10. "Losing Faith" – 3:16 (bonustrack)
11. "The Ides of March" – 1:46 (preluare Iron Maiden) (bonustrack)
12. "Aces High" – 4:23 (preluare Iron Maiden) (bonustrack)

"Losing Faith" și "The Ides of March" sunt bonusuri care apar pe albumul retipărit în 2007 de Century Media și Regain; în plus, pe ediția lansată de Regain a fost inclusă și "Aces High".

## Componența trupei
- Johan Liiva - Voce/Chitară bas
- Michael Amott - Chitară
- Christopher Amott - Chitară
- Daniel Erlandsson - Baterie

## Versuri
- Siatec.net - Versuri Black Earth Arhivat în 30 ianuarie 2009, la Wayback Machine.
- Darklyrics - Versuri Black Earth